# Place de Budapest
La place de Budapest est une place du 9e arrondissement de Paris dans le quartier de l'Europe. Ce quartier contient des rues et places nommées selon des grandes villes européennes.

## Situation et accès
Elle est située au carrefour des rues de Budapest, de Londres et d'Amsterdam.

## Origine du nom
Son nom correspond à la ville de Budapest, capitale de la Hongrie.

## Historique

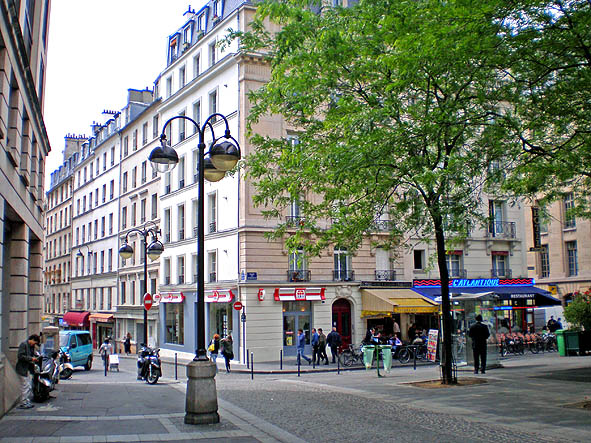
Place de Budapest en 2007 avec vue sur la rue de Budapest.

La place est créée en 1885 et prend sa dénomination actuelle en 1904.

## Bâtiments remarquables et lieux de mémoire
La place accueille l'une des 151 fontaines Wallace de Paris.